# Epidendrum brevicaule
Epidendrum brevicaule är en orkidéart som beskrevs av Rudolf Schlechter. Epidendrum brevicaule ingår i släktet Epidendrum och familjen orkidéer.
Artens utbredningsområde är Peru. Inga underarter finns listade i Catalogue of Life.